# NGC 3488
NGC 3488 est une galaxie spirale barrée située dans la constellation de la Grande Ourse. NGC 3488 a été découverte par l'astronome germano-britannique William Herschel en 1793

## Caractéristiques
La classe de luminosité de NGC 3488 est III et elle présente une large raie HI.

### Distance
Sa vitesse par rapport au fond diffus cosmologique est de 3 153 ± 12 km/s, ce qui correspond à une distance de Hubble de 46,5 ± 3,3 Mpc (∼152 millions d'al).
À ce jour, une dizaine de mesures non basées sur le décalage vers le rouge (redshift) donnent une distance de 43,060 ± 6,970 Mpc (∼140 millions d'al), ce qui est à l'intérieur des valeurs de la distance de Hubble.